# Laem Sing (huyện)
Laem Sing (tiếng Thái: แหลมสิงห์) là một huyện (amphoe) thuộc tỉnh Chanthaburi, phía đông Thái Lan.

## Lịch sử
Huyện Laem Sing đã được lập năm 1898, lúc đó có tên là Phlio. Năm 1909, chính phủ phân bổ lại ngân sách và họ đã đổi tên huyện thành Laem Sing. Văn phòng huyện đã được xây lại vào các năm 1966 và 1996.

## Địa lý
Các huyện giáp ranh (từ phía tây bắc theo chiều kim đồng hồ) là: Tha Mai, Mueang Chanthaburi và Khlung của tỉnh Chanthaburi. Phía tây nam là vịnh Thái Lan.
Phía đông nam huyện là cửa sông Welu. Khu vực này có diện tích 27 km² khu nước thủy triều nông với rừng đước ngập mặn.

## Hành chính
Huyện này được chia thành 7 phó huyện (tambon), các đơn vị này lại được chia thành 65 làng (muban). Có hai thị trấn (thesaban tambon) - Pak Nam Laem Sing nằm trên lãnh thổ của tambon cùng tên, còn Phlio nằm trên tambon Phlio và Khlong Nam Khem. Ngoài ra có 5 tổ chức hành chính tambon (TAO).
| Số TT | Tên               | Tên tiếng Thái | Số làng | Dân số |  |
| ----- | ----------------- | -------------- | ------- | ------ |  |
| 1.    | Pak Nam Laem Sing | ปากน้ำแหลมสิงห์   | 16      | 9.220  |  |
| 2.    | Ko Perit          | เกาะเปริด       | 7       | 3.419  |  |
| 3.    | Nong Chim         | หนองชิ่ม         | 10      | 5.314  |  |
| 4.    | Phlio             | พลิ้ว            | 12      | 5.226  |  |
| 5.    | Khlong Nam Khem   | คลองน้ำเค็ม      | 6       | 1.555  |  |
| 6.    | Bang Sa Kao       | บางสระเก้า      | 5       | 2.230  |  |
| 7.    | Bang Kachai       | บางกะไชย       | 9       | 3.826  |  |